# Gaspare Stanislao Ferrari
Gaspare Stanislao Ferrari (Bologna, 23 ottobre 1834 – Parigi, 20 giugno 1903) è stato un matematico italiano.

## Biografia
Di nobile famiglia, entra nell'ordine dei gesuiti a 18 anni. Insegna in diverse scuole dell'ordine fino al 1865 quando entra come aiutante nell'Osservatorio del Collegio Romano e diviene assistente del noto astronomo Gesuita padre Angelo Secchi, ed alla morte di questo nel 1878 prende il suo posto e viene nominato direttore. Tale nomina non venne però riconosciuta dallo Stato Italiano, per questo motivo Ferrari passò all'Università Gregoriana, dove fondò la specola detta della Cecchina, e fu il direttore fino al 1894. Si ritira quindi a Parigi, dove morì pochi anni dopo.
Tra i suoi lavori, ricordiamo gli scritti di astrofisica pubblicati quasi tutti negli Atti dei Nuovi Lincei.